# Prințesa Sofia a Regatului Unit
Prințesa Sofia (2 noiembrie 1777 – 27 mai 1848) a fost membră a familiei regale britanice, al doisprezecelea copil și a cincea fiică a regelui George al III-lea al Regatului Unit și a reginei Charlotte.

## Primii ani
Prințesa Sofia s-a născut la Palatul Buckingham din Londra. Tatăl ei era regele George al III-lea, fiul cel mare al lui Frederick, Prinț de Wales și al soțiie lui Augusta de Saxa-Gotha. Mama ei era regina Charlotte (născută Prințesa Charlotte de Mecklenburg-Strelitz). Tânăra prințesă a fost botezată la 1 decembrie 1777 la Palatul St James de arhiepiscopul de Canterbury, Frederick Cornwallis. Nașii săi au fost Prințul August de Saxa-Gotha-Altenburg (văr primar), Ducesa de Braunschweig-Wolfenbüttel (vară primară) și Ducesa de Mecklenburg (soția vărului ei).

## Maturitate
Ca majoritatea surorilor sale, Prințesa Sofia a fost forțată să-și trăiască viața drept companioană a mamei sale, regina Charlotte. Prințeselor nu le era permis să interacționeze cu nimeni din afara curții regale. În timpul vieții ei au existat zvonuri legate de o relție incestioasă cu fratele ei, Ernest Augustus, Duce de Cumberland care mai târziu a devenit rege al Hanovrei. Nu este clar dacă a existat vreun adevăr în aceste zvonuri sau dacă acestea au fost difuzate de liberal-conservatori în dauna Ducelui, care a fost conservator și extrem de influent în Camera Lorzilor.
Unii istorici consideră că, în 1800, ea a născut un copil nelegitim al cărui tată este posibil să fi fost generalul Thomas Garth. Anthony Camp contestă convingerea că ea ar fi avut un copil și oferă un rezumat detaliat al dovezilor disponibile.
Ultimii ani ai vieții i-a trăit la Palatul Kensington alături de nepoata sa, Prințesa Victoria. Ca rezultat, Prințesa Sofia a fost una dintre puținele rude paterne pe care Victoria le-a văzut des. Ca și cumnata ei (mama Prințesei Victoria), Sofia a căzut sub vraja lui Sir John Conroy și l-a lăsat să-i gestioneze banii.
La zece ani după ce a orbit, Prințesa Sofia a murit la 27 mai 1848 la Kensington în Londra. A fost înmormântată la cimitirul Kensal Green din Londra deși ea a vrut la Castelul Windsor alături de fratele ei, Prințul Augustus Frederick, Duce de Sussex. După ce a murit, s-a descoperit că John Conroy a irosit mare parte din banii ei.